# Stazione meteorologica di Trento
La stazione meteorologica di Trento  è la stazione meteorologica di riferimento per il Servizio meteorologico dell'Aeronautica Militare e per l'Organizzazione meteorologica mondiale relativa alla città di Trento e si trova presso l'aeroporto Gianni Caproni in località Mattarello.

## Coordinate geografiche
La stazione meteorologica, di tipo automatico DCP, è situata nell'Italia nord-orientale, in Trentino-Alto Adige, nel comune di Trento, a 186 metri s.l.m. e alle coordinate geografiche 46°01′17″N 11°07′27″E.

## Dati climatologici
Secondo i dati medi del trentennio 1961-1990, la temperatura media del mese più freddo, gennaio, si attesta a 1,6 °C, mentre quella del mese più caldo, luglio, è di +22,4 °C.
Le precipitazioni medie annue superano i 900 mm, distribuite mediamente in 88 giorni, con un picco nella tarda primavera e  in estate ed un minimo relativo invernale.
| Trento              | Mesi | Mesi | Mesi | Mesi | Mesi | Mesi | Mesi | Mesi | Mesi | Mesi | Mesi | Mesi | Stagioni | Stagioni | Stagioni | Stagioni | Anno |
| Trento              | Gen  | Feb  | Mar  | Apr  | Mag  | Giu  | Lug  | Ago  | Set  | Ott  | Nov  | Dic  | Inv      | Pri      | Est      | Aut      | Anno |
| ------------------- | ---- | ---- | ---- | ---- | ---- | ---- | ---- | ---- | ---- | ---- | ---- | ---- | -------- | -------- | -------- | -------- | ---- |
| T. max. media (°C)  | 5,1  | 7,9  | 12,8 | 17,3 | 21,2 | 25,5 | 28,2 | 27,0 | 23,0 | 16,5 | 9,9  | 5,8  | 6,3      | 17,1     | 26,9     | 16,5     | 16,7 |
| T. min. media (°C)  | −1,8 | 0,0  | 3,6  | 7,1  | 10,7 | 14,4 | 16,6 | 16,1 | 13,1 | 7,8  | 3,0  | −0,9 | −0,9     | 7,1      | 15,7     | 8,0      | 7,5  |
| Precipitazioni (mm) | 58   | 45   | 74   | 68   | 106  | 96   | 76   | 94   | 79   | 83   | 107  | 59   | 162      | 248      | 266      | 269      | 945  |
| Giorni di pioggia   | 5    | 5    | 8    | 7    | 11   | 10   | 8    | 9    | 6    | 6    | 8    | 5    | 15       | 26       | 27       | 20       | 88   |